# زانکت یوهان آمتورن
زانکت یوهان آمتورن (به آلمانی: Sankt Johann am Tauern) یک منطقهٔ مسکونی در اتریش است که در مورتال واقع شده‌است. زانکت یوهان آمتورن ۸۴٫۷۷ کیلومتر مربع مساحت دارد ۱٬۰۵۶ متر بالاتر از سطح دریا واقع شده‌است.